# Mantidactylus zolitschka
Espèce
Statut de conservation UICN

 CR  : 
En danger critique
Mantidactylus zolitschka est une espèce d'amphibiens de la famille des Mantellidae.

## Répartition
Cette espèce est endémique de Madagascar. Elle se rencontre à environ 850 m d'altitude dans les environs d'An'Ala, dans l'est de l'île,.

## Description
Les 5 spécimens mâles adultes observés lors de la description originale mesurent entre 28,8 mm et 30,6 mm de longueur standard et les 3 spécimens femelles adultes observés lors de la description originale mesurent entre 33,6 mm et 37,7 mm de longueur standard.

## Étymologie
Son nom d'espèce, zolitschka, lui a été donné en l'honneur de la famille de Joachim Zolitschka, en reconnaissance de leur soutien financier au travers du programme Biopat.

## Publication originale
- Glaw & Vences, 2004 : A preliminary review of cryptic diversity in frogs of the subgenus Ochthomantis based on mtDNA sequence data and morphology. Spixiana, vol. 27, no 1, p. 83-91 (texte intégral).